# Altaïr Ibn-La’Ahad
Altaïr Ibn-La’Ahad – postać fikcyjna występująca w serii gier Assassin’s Creed. Jest protagonistą pierwszej części serii. 

## Ogólny zarys
Altaïr jest członkiem zakonu asasynów. W grze zabija dziewięciu ludzi związanych z wojną o Ziemię Świętą. Akcja gry rozgrywa się w 1191 roku, podczas trzeciej wyprawy krzyżowej, w Jerozolimie, Akce i Damaszku, w których to miastach przebywają ofiary Altaïra. Między miastami bohater porusza się konno. Korzysta z kilku rodzajów broni, twarz ukrywa w kapturze, jednak wyróżnia się z tłumu z powodu białego habitu. Altair jest często porównywany z orłem poprzez jego ubiór i jego styl poruszania. Jest przodkiem Desmonda Milesa – człowieka, który we współczesności za pomocą specjalnej maszyny zwanej Animusem, „odtwarza” jego wspomnienia.

## Historia
Altaïr jest bardziej spirytystyczny niż religijny; główną tego przyczyną wydają się być jego rodzice: ojciec muzułmanin, matka chrześcijanka. Jego żoną była Maria Thorpe jako zdrajczyni Templariuszy. Jest niesamowicie zdolnym akrobatą, wieloletni trening umożliwił mu dokonywanie rzeczy nieosiągalnych dla zwykłego człowieka.
W prologu gry dla gracza dostępne są wszystkie umiejętności bohatera, jednakże po nieudanym zamachu na Roberta de Sablé zostaje zdegradowany do najniższej rangi. Wykonując zlecenia w Ziemi Świętej odzyskuje z czasem swoją dawną rangę, a z nią bronie i umiejętności. Ofiarami Altaïra jest dziewięć wpływowych osób (zarówno krzyżowców, jak i Saracenów), którzy ciemiężą Ziemię Świętą. W miarę postępu w grze Altaïr odkrywa, że wszystkie jego ofiary były templariuszami, zaś sam zakon templariuszy ma co do Ziemi Świętej szersze plany. Dodatkowymi jego zadaniem jest obrona niewinnych mieszkańców miast, które odwiedza, przed strażnikami, wspinanie się na punkty obserwacyjne, aby zlokalizować odpowiednie miejsca w mieście, a także prowadzenie śledztw mających na celu zebranie informacji o przeciwniku do zlikwidowania.
Pod koniec gry dochodzi do walki z armią Ryszarda Lwie Serce i Roberta de Sablé pod Arsuf. Po zabiciu Roberta król pozwala asasynowi odejść bez walki. Altaïr wraca do Masjafu, by zemścić się na mistrzu swojego zakonu, Al-Mualimie, za zdradę, o której powiedział mu de Sablé. Mimo że Al-Mualim terroryzuje miasto i nastawia swoich ludzi przeciwko bohaterowi gry, Altaïrowi udaje się pokonać swojego dawnego mistrza.

## Ekwipunek
Podstawową bronią Altaïra jest ukryte na przedramieniu ostrze, które wysuwa się w miejscu obciętego do połowy serdecznego palca. To z jego pomocą asasyni w czasach Altaïra dokonywali zabójstw swoich celów. Jednak to nie jedyna broń dostępna w grze. Oprócz niej do dyspozycji gracza oddano długi i krótki miecz, noże do rzucania oraz pięści. Te ostatnie, ze względu na to, że są mało skuteczne w walce z uzbrojonym przeciwnikiem, wykorzystuje się głównie do wymuszania zeznań od śledzonych i pobitych osób. W pierwotnych zamierzeniach, co widać w zwiastunie, w grze miała być dostępna kusza, jednak została ona później zamieniona na wspomniane noże do rzucania.